# Maurizio Lobina
Maurizio Lobina (ur. 30 października 1973 w Asti) – włoski muzyk, klawiszowiec zespołu Eiffel 65, wcześniej Bloom 06.